# Gesetz gegen subversive Aktivitäten
Das japanische Gesetz gegen subversive Aktivitäten (jap. 破壊活動防止法, hakai-katsudō-bōshi-hō, abgekürzt 破防法, ha-bō-hō) vom 21. Juli 1952 beschreibt die Kompetenzen des Staates bei der Abwehr von Gruppen, die mit Gewalt gegen die öffentliche Ordnung vorgehen oder vorgehen wollen, sowie verschärfte Strafen für entsprechende Akte. Ursprünglich zielte das Gesetz auf radikale Gruppen der politischen Linken, später wurde es vor allem als Instrument gegen Terrorismus und Sabotage interpretiert. 1997 wurde die Anwendung des Gesetzes auf Ōmu Shinrikyō diskutiert.
Auf Grundlage des Gesetzes gegen subversive Aktivitäten arbeitet die Kōanchōsa-chō (公安調査庁, dt. „Untersuchungsbehörde für Öffentliche Sicherheit“ engl. Public Security Intelligence Agency, PSIA) als Geheimdienst und Ermittlungsbehörde im In- und Ausland unter Kontrolle der „Prüfungskommission für Öffentliche Sicherheit“ (公安審査委員会, kōan shinsa iinkai). Beide Organe sind dem Justizministerium zugeordnet.

## Geschichte

### Entstehungsgeschichte
Konservative Kräfte fürchteten nach Ende des Zweiten Weltkrieges einen wachsenden Einfluss der Kommunistischen Partei Japans (KPJ) und suchten nach Mitteln zu ihrer Kontrolle. Bei der Schaffung des Gesetzes wurde die KPJ nicht erwähnt, um nicht gegen die in der Verfassung verankerten Grundsätze der Meinungs- und Vereinigungsfreiheit zu verstoßen. Hintergrund der Entwicklung war eine Reihe von gewaltsamen Zusammenstößen bei Kundgebungen unter Beteiligung von Kommunisten; danach wurden die Bestimmungen über die Kontrolle von Gruppen aus den Potsdamer Beschlüssen zu einem Gesetzentwurf weiterentwickelt.
1952 wurde der erste Gesetzentwurf vom 3. Kabinett Yoshida eingebracht und am 17. April erstmals im Unterhaus vorgestellt. Ziel des Kabinetts und der regierenden Liberalen Partei war es, den Entwurf unverändert zu verabschieden, während der Rechte Flügel der Sozialistischen Partei Japans (SPJ) versuchte, die Artikel über Aufhetzung und über Besitz von subversiven Schriften aus dem Gesetz zu streichen, und Änderungsanträge zu den verschärften strafrechtlichen Regelungen einbrachte. Der linke Flügel der SPJ und die Arbeiter- und Bauernpartei (労働者農民党, rōdōsha nōmin-tō) lehnten den Entwurf als unvereinbar mit der Meinungsfreiheit ab. Auch die KPJ war gegen die Vorlage, weil sie sich selbst im Visier und im Kabinett Yoshida einen „Handlanger des amerikanischen Imperialismus“ sah.
Im Oberhaus hatte die Liberale Partei keine absolute Mehrheit, setzte aber darauf, die entscheidenden Stimmen des Ryokufūkai für das Gesetz gewinnen. Am 5. Juni legte das Ryokufūkai einen eigenen Entwurf vor, in dem folgende Formulierung hinzugefügt wurde: „Weil dieses Gesetz die grundlegenden Bürgerrechte berührt, sollte es nur in den Fällen angewendet werden, in denen es für die öffentliche Sicherheit unbedingt nötig ist, und darf nicht breiter interpretiert werden.“ Stimmen der politischen Linken kritisierten den neuen Entwurf: Die Änderungen seien rein formal und als solche chimärenhaft.
Nachdem der Gesetzentwurf ursprünglich im Justizausschuss des Oberhauses vom rechten Flügel der SPJ und dem Ryokufūkai abgelehnt worden war, war das Kabinett Yoshida zu Zugeständnissen an das Ryokufūkai bereit. Nachdem dessen Einwände berücksichtigt worden waren, wurde der Entwurf im Plenum mit den Stimmen der Liberalen Partei, des Ryokufūkai (da kein Fraktionszwang bestand, stimmte ein Teil der Abgeordneten dagegen) und des Demokratischen Klubs verabschiedet, wobei die Kaishintō, beide Flügel der SPJ, der Daisan-Klub, die KPJ und die Arbeiter- und Bauernpartei gegen die Vorlage stimmten.

### Anwendung
Die Untersuchungen und Beschlüsse zur Anwendung der Kontrollvorschriften des Gesetzes führt die PSIA durch, sie wird dabei aber bei der Prüfungskommission für Öffentliche Sicherheit kontrolliert. Beide unterstehen als unabhängige Organe dem Justizministerium.
Erstmals angewendet wurde das Gesetz im Jahr der Verabschiedung, 1952, im Zusammenhang mit Zwischenfällen in Kyōto und Gifu, in den die KPJ involviert war. Die Verdächtigen wurden jedoch nicht für schuldig befunden. Die erste Verurteilung auf Grundlage des Gesetzes erfolgte als Folge des San’yū-Zwischenfalls (三無事件) im Dezember 1961, in dem mehrere ehemalige Offiziere der Kaiserlich Japanischen Armee einen Staatsstreich geplant hatten. In das Gesetz sind außer den Vorschriften für subversive Gruppen auch strafrechtliche Vorschriften für Einzelpersonen eingearbeitet worden. Diese fanden beispielsweise während des San’yū-Zwischenfalls Anwendung.
Nach den Sarin-Anschlägen 1994 in Matsumoto und im März 1995 auf die Tokioter U-Bahn, strebte die PSIA an, das Gesetz gegen Ōmu Shinrikyō anzuwenden. Die PSIA hatte einen entsprechenden Eilantrag gestellt; die Untersuchungskommission für Öffentliche Sicherheit befand jedoch, dass Ōmu Shinrikyō die im Gesetz vorgesehenen Voraussetzungen dafür nicht erfüllte, so dass die Anwendung verschoben wurde. 1997 wurde der Antrag von der Kommission schließlich endgültig zurückgewiesen und eine Anwendung verworfen, da keine hinreichenden Anhaltspunkte dafür bestünden, dass die Gruppe in Zukunft zu gewalttätigen Mitteln greifen würde. Einige Sicherheitspolitiker monierten, wenn das Gesetz nicht auf Ōmu Shinrikyō angewendet werde, könne es konkret auf gar keine Gruppe angewendet werden.
Obwohl nicht wenige Politiker vor allem der politischen Linken die Verfassungsmäßigkeit des Gesetzes anzweifeln und seine Abschaffung anstreben, gibt es angesichts der gegenwärtig restriktiven Anwendung zurzeit keine konkreten Anstrengungen auf der politischen Ebene, das Gesetz abzuschaffen.

## Das Gesetz

### Gliederung
- Kapitel I (Art. 1–4) Allgemeine Regelungen
- Kapitel II (Art. 5–10) Kontrolle subversiver Gruppen
- Kapitel III (Art. 11–26) Verfahren zur Kontrolle subversiver Gruppen
- Kapitel IV (Art. 27–34) Ermittlungen
- Kapitel V (Art. 35–37) Verschiedene Regelungen
- Kapitel VI (Art. 38–45) Strafrechtliche Regelungen
- Zusatzbestimmungen

### Zweck des Gesetzes
Laut Artikel 1 des Gesetzes ist der Zweck, zur öffentlichen Sicherheit beizutragen, indem es Überwachungsmechanismen für gewalttätige subversive Gruppen schafft und die Strafen für terroristische Akte modifiziert.

### Definition (Art. 4)
Als subversive Aktivitäten gelten:
1. Aktivitäten zur Durchführung von Hoch- und Landesverrat sowie deren Beihilfe oder Vorbereitung, außerdem der Druck, die Verbreitung, Verteilung oder Übertragung von Material zu deren Rechtfertigung oder Anstiftung
2. Vorbereitung oder Durchführung von, sowie Verschwörung oder Anstiftung zu Akten gegen die politische Ordnung durch Aufstände, Brandstiftung, Sprengstoffanschläge, Gefährdung des Straßenverkehrs, Piraterie, Mord, Raub oder den Gebrauch von Sprengmitteln, oder durch die Behinderung der Polizei, der Ermittlungsbehörden, von Strafvollzugsbeamte oder der PSIA bei der Ausführung ihrer Amtspflichten mit Waffen oder Gift.

Als Gruppe im Sinne des Gesetzes gilt jede fortgesetzt existierende Vereinigung von Menschen zur Verfolgung gemeinsamer Ziele oder eine Untergruppe.

### Maßnahmen zur Kontrolle subversiver Gruppen

#### Einschränkung der Aktivität von Gruppen (Art. 5)
- Notwendige Bedingungen

1. Gruppen, die gewaltsame subversive Akte verübt haben
2. Gruppen, bei denen ein hinreichender Verdacht besteht, dass sie in Zukunft fortgesetzt oder wiederholt gewaltsame subversive Akte verüben werden

- Beschränkungen
  - Für die Dauer von sechs Monaten zu verhängende Verbote von Versammlungen oder Demonstrationen, des Drucks oder der Verbreitung von Mitteilung der Gruppe oder von Aktionen einzelner Mitglieder

#### Auflösung von Gruppen (Art. 7)
Nach der Anordnung zur Auflösung einer Gruppe ist jede Aktivität von deren Mitgliedern als Teil der Gruppe (nicht als Individuen) untersagt.
- Notwendige Bedingungen

1. Gruppen, die gewaltsame subversive Akte verübt haben (oder den Versuch, Vorbereitungen oder die Verschwörung dazu unternommen haben)
2. Gruppen, bei denen ein hinreichender Verdacht besteht, dass sie in Zukunft fortgesetzt oder wiederholt gewaltsame subversive Akte verüben werden
3. Gruppen, bei denen Einschränkungen der Aktivität die bestehende Gefahr nicht effektiv beseitigen können

### Verfahren
Nach einem Antrag des Leiters der PSIA auf Kontrolle einer Gruppe, von dem die Gruppe sieben Tage vorher in Kenntnis gesetzt werden muss, muss gleichzeitig mit einer amtlichen Veröffentlichung den Vertretern einer Gruppe, sofern deren Aufenthaltsort bekannt ist, eine Information über die Möglichkeit zur Stellungnahme und die Vorlage von Beweisen übermittelt werden. Bei Verhängung von Strafmaßnahmen muss auch die Prüfungskommission für Öffentliche Sicherheit am gleichen Tag informiert werden. Danach kann die Gruppe innerhalb von 14 Tagen eine Stellungnahme abgeben.
Die Strafmaßnahmen werden mit dem Zeitpunkt der amtlichen Veröffentlichung wirksam. Über Klagen zur Aufhebung der Strafmaßnahmen muss ein Gericht innerhalb von 100 Tagen entscheiden. Eine solche Aufhebungsentscheidung wird ebenfalls im Amtsblatt mitgeteilt.